# …Burn, Piano Island, Burn
...Burn, Piano Island, Burn är The Blood Brothers tredje album, utgivet på Reincarnate Music/V2 Records år 2003.
Albumet var deras första album på ett stort bolag, och hade en mycket klarare ljudbild än deras tidigare album.

## Låtlista
1. "Guitarmy" - 0:39
2. "Fucking's Greatest Hits" - 2:59
3. "Burn, Piano Island, Burn" - 3:48
4. "Every Breath Is a Bomb" - 4:45
5. "Ambulance vs. Ambulance" - 2:55
6. "USA Nails" - 5:15
7. "Cecilia and the Silhouette Saloon" - 4:52
8. "Six Nightmares at the Pinball Masquerade" - 4:16
9. "The Salesman, Denver Max" - 4:32
10. "I Know Where the Canaries and the Crows Go" - 3:24
11. "God Bless You, Blood Thirsty Zeppelins" - 4:50
12. "The Shame" - 5:36